# West-Indische fluiteend
De West-Indische fluiteend (Dendrocygna arborea) is een vogel uit de familie van de eendachtigen (Anatidae). De wetenschappelijke naam van de soort werd in 1758 als Anas arborea gepubliceerd door Carl Linnaeus. Hij baseerde de naam op beschrijvingen door George Edwards, Hans Sloane en John Ray.

## Veldkenmerken
Deze eenden zijn voornamelijk 's nachts actief en verschuilen zich overdag. Dit maakt het moeilijk om wilde exemplaren van de West-Indische fluiteend waar te nemen. Het is, met een lengte van 48 tot 58 cm, de grootste vogel in het geslacht Dendrocygna. Kruin, borst, rug en vleugels zijn donkerbruin tot zwart; de onderdelen zijn vuilwit met diepzwarte markeringen. Het verenkleed van onvolwassen vogels is minder contrastrijk.

## Voortplanting
West-Indische fluiteend maakt een nest in boomholten, op grote takken, tussen bromelia’s, tussen het riet of in de buurt van andere dichte struiken. In het nest worden doorgaans 10 tot 16 eieren gelegd.

## Verspreiding en leefgebied
Het is een wijdverspreide vogel in de Caraïben en hij wordt tevens gefokt door de lokale bevolking, onder meer op de Bahama's, Cuba, de Kaaimaneilanden, Antigua en Barbuda en Jamaica. Het is een echte standvogel, die zelden verder dan 100 km van zijn nest afdwaalt.

## Status
De West-Indische fluiteend heeft ernstig te lijden gehad van massale bejaging en ook de eieren waren erg geliefd bij verzamelaars. Daarnaast hebben ze te lijden onder de klimaatverandering. Verder is het leefgebied van de West-Indische fluiteend aangetast door slecht waterbeheer, vervuiling (onder andere pesticiden in de landbouw), omhakken van mangroven en tropische stormen. De handel in wilde West-Indische fluiteenden is verboden krachtens het CITES-verdrag (Appendix II). De grootte van de populatie werd volgens een beoordeling uit 2012 van BirdLife International geschat op 6 tot 15 duizend individuen. Hoewel de aantallen weer toenemen, staat hij nog steeds als kwetsbaar op de Rode Lijst van de IUCN.